# KK Mornar
El KK Mornar (Košarkaški klub Mornar - Кошаркашки клуб Морнар), conegut també com KK Mornar Bar, és un club de bàsquet amb seu a la ciutat de Bar (Montenegro).
Juga a la lliga montenegrina, a la Lliga Adriàtica i a l'Eurocup.

## Palmarès
- Lliga Balcànica
  - Finalistes (1): 2015–16
- Lliga montenegrina
  - Campions (1): 2017–18
  - Finalistes (4): 2010–11, 2015–16, 2016–17, 2018–19
- Copa montenegrina
  - Finalistes (5): 2009-10, 2005-16, 2016-17, 2017-18, 2019-20